# Marco Forcellini
Marco Forcellini est un poète et philologue italien né à Alano di Piave le 25 avril 1711, et mort le 27 novembre 1794 à Susegana.

## Biographie
Né le 25 avril 1711 à Alano di Piave, dans la Marche trévisane, il fut destiné par ses parents à l’état ecclésiastique ; mais n’ayant pas cette vocation, il abandonna les études théologiques pour celle du droit. Reçu docteur à l’université de Padoue, il alla à Venise pour y exercer sa profession. S’y étant lié avec Natale Dalle Laste, le plus élégant poète latin de l’époque, Forcellini sentit s’éveiller en lui la passion de la poésie et le besoin de se livrer aux études littéraires. Les ouvrages de Sperone Speroni étaient presque inconnus en Italie : on en avait fait des éditions incomplètes et fourmillant de fautes. Forcellini et son ami conçurent le projet d’en donner une édition complète, et après quelques années de travail assidu, ils parvinrent à les publier en 5 volumes in-4°, Venise, 1740. Dans le dernier volume, Forcellini inséra une notice tres-intéressante sur cet auteur, et Marco Foscarini en a fait de grands éloges dans son histoire des auteurs vénitiens. Les deux amis songèrent, quelques années plus tard, à mettre leur talent poétique en commun, et publièrent en 1745 un poème en trois chants, intitulé Les Fêtes d’amour de la Marche trévisane. Ils réussirent à adopter un style si uni, à présenter des idées et des images si bien combinées, que si eux-mêmes l’eussent avoué, on ne se serait pas douté que poème fût le fruit du travail de deux hommes. Admis dans l’intimité d’Apostolo Zeno, Forcellini en profita pour ramasser de riches matériaux qu’il donna plus tard au public en faisant imprimer la Biblioteca italiana del Fontanini, corredata dalle note d’Apostolo Zeno (Venise, 1752, in-4°). Il publia aussi les Lettres familières de ce même Zeno (Venise, 1752), et il avait commencé une histoire de ce poète. Versé dans la langue et dans la littérature italiennes, Forcellini fit paraître le opere di monsignor Della Casa, Venise, 1752, 3 vol. in-4°. C’est sans contredit la meilleure édition des ouvrages de Della Casa : les additions et les notes que Forcellini y a faites sont fort estimées ; mais ce qui augmente le mérite de cette édition, c’est un dictionnaire qu’il y a joint et dans lequel il explique tous les mots dont s’est servi l’auteur, et qui depuis ont été oubliés ou négligés par les Italiens. Il paraît qu’à cette époque Forcellini abandonna la poésie et les études philologiques afin de se consacrer à des travaux plus utiles pour lui. Reprenant la profession d’avocat, il s’y fit bientôt une haute réputation. Les Podesta vénitiens le choisirent pour leur assesseur criminel dans les tournées qu’ils faisaient dans les États de terre ferme. Le Sénat le nomma consultore lorsqu’il s’agit de fixer les droits de propriété que la République de Venise et l’impératrice Marie-Thérèse réclamaient respectivement, sur les rives du Tartaro, dans le Mantouan. Accablé par l’âge et par les infirmités, Forcellini se retira à Saint-Salvador, fief de la noble famille Collalte, qui le nomma juge de ses terres. Il mourut dans cette retraite en 1794. Bartolommeo Gamba a publié les Lettres familières de Forcellini, Venise, 1833, in-4° et il a rendu compte de quelques petits écrits du même insérés dans différentes collections.